# The Eternal Flame
The Eternal Flame és una pel·lícula muda dirigida per Frank Lloyd i protagonitzada per Norma Talmadge i Adolphe Menjou. Basada en la novel·la “La Duchesse de Langeais” d'Honoré de Balzac, adaptada per Frances Marion la pel·lícula es va estrenar el setembre de 1922. De les vuit bobines de la pel·lícula s’han perdut el cinquè i vuitè rotlle.

## Argument
Durant el regnat de Lluís XVIII, la duquessa de Langeais és cobejada per molts homes mentre el seu egocèntric marit és fora amb les seves tropes. Quan arriba el famós general de Montriveau, el flirteig fa que la duquessa s’enamori i encara que les xafarderies diuen el contrari, ell la creu sincera. Tot canvia quan s'assabenta que la duquessa ha presumit de la seva conquesta. La segresta, però, incapaç d'infligir la tortura que ha planejat, l'allibera. Un any de cartes sense resposta convenç a la duquessa que el seu amor és en va, i entra en un convent. El general cedeix, però, i se li declara just abans que faci els seus vots finals.

## Repartiment
- Norma Talmadge (Duquessa de Langeais)
- Adolphe Menjou (Duc de Langeais)
- Wedgwood Nowell (Marquès de Ronquerolles)
- Conway Tearle (General de Montriveau)
- Rosemary Theby (Madame de Serizy)
- Kate Lester (Princesa de Vlamont-Chaurray)
- Tom Ricketts (Vidame de Pameir)
- Otis Harlan (Abbe Conrand)
- Irving Cummings (Comte de Marsay)